# Jałtuszczyki
Jałtuszczyki [jau̯tuʂˈt͡ʂɨki] est un village polonais de la gmina de Milejczyce dans le powiat de Siemiatycze et dans la voïvodie de Podlachie. Il se situe à environ 21 kilomètres au nord-est de Siemiatycze et à 66 kilomètres au sud de Białystok. 